# Гемованадін

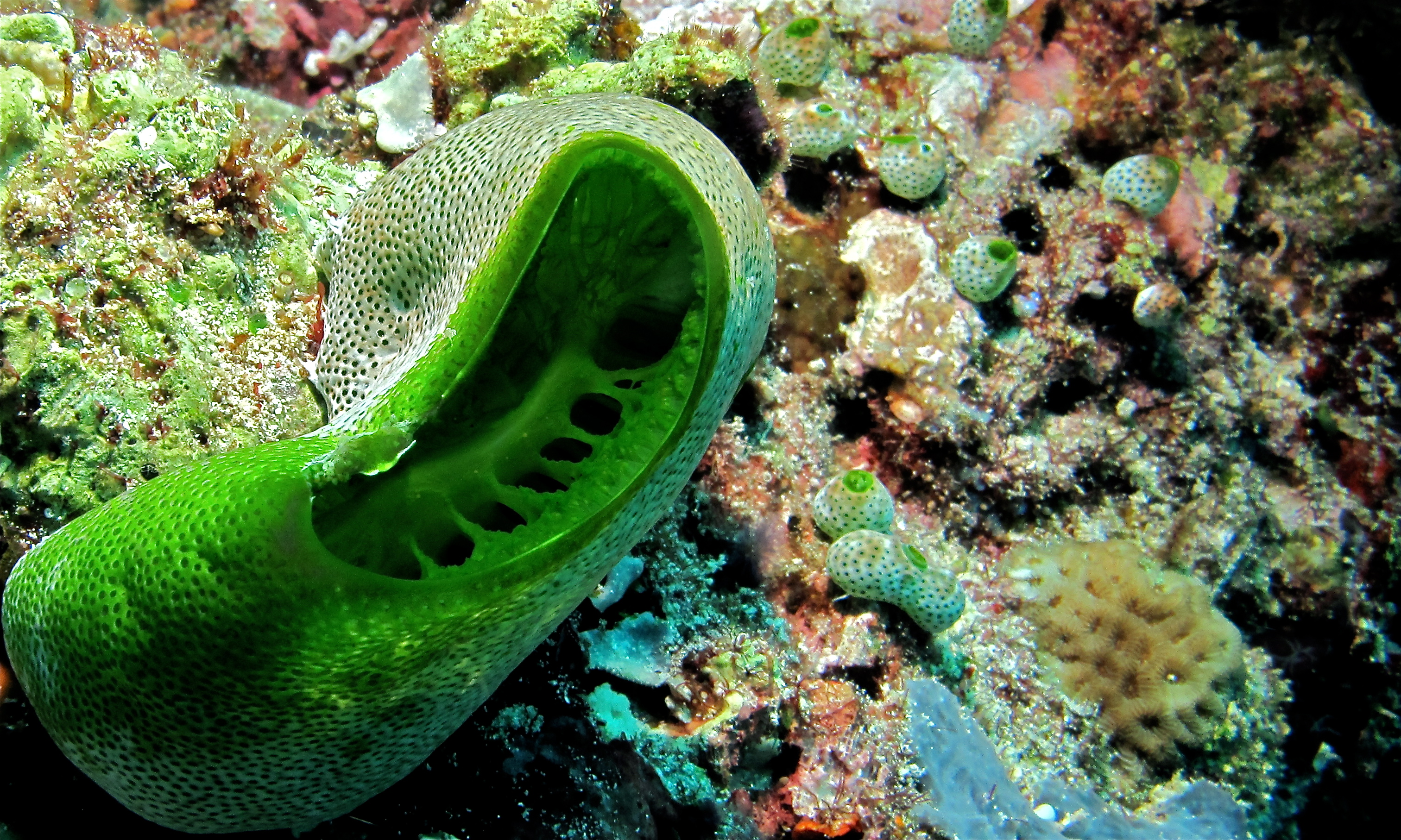
Didemnum molle (Сулавесі, Індонезія)

Гемованадін — блідо-зелений ванадієвмісний білок, який міститься у клітинах крові (ванадоцити) асцидій та інших організмів. Також відомі інші ванадієвмісні білки.
Німецький хімік Мартін Хензе (нім. Martin Henze) вперше виявив ванадій у асцидій у 1911 році. Гемованадін, на відміну від гемоціаніну та гемоглобіну, не переносить кисень.

## Для подальшого читання
- Boeri E (1952). The determination of hemovanadin and its oxidation potential. Archives of Biochemistry and Biophysics. 37 (2): 449—56. doi:10.1016/0003-9861(52)90205-1. PMID 14953454.
- Fox, Denis Llewellyn (1979). Hemovanadins. Biochromy, Natural Coloration of Living Things. University of California Press. с. 196—9. ISBN 978-0-520-03699-4.